# Aulus Marius Celsus
Aulus Marius Celsus (* vor 69; † in Rom) war ein römischer Politiker und Senator im 1. Jahrhundert n. Chr.
Marius wusste es mit allen Parteien zu halten. Er war eifriger Neronianer, schloss sich eng an Galba an, hielt sich an Otho, und es gelang ihm, sich die besondere Gunst des Vitellius zu erwerben. Unter Nero war er Legat der legio XV Apollinaris, erst in Pannonien, dann in Kleinasien (63). Von Nero wurde Marius dann zusammen mit Gnaeus Arrius Antoninus zum Suffektkonsul des Jahres 69, für die Monate Juli bis September, bestimmt.
Nach dem Sturz Neros betraute ihn Galba mit einer besonderen militärischen Mission in Illyrien. Nach dem Tod Galbas schwebte Marius in großer Gefahr, von den Soldaten umgebracht zu werden. Otho rettete ihn mit List und es währte nicht lange, dass Otho Marius sein besonderes Vertrauen schenkte. Hätte Otho Marius’ Rat befolgt und den Krieg gegen Vitellius in die Länge gezogen, er wäre wohl nicht so schnell gestürzt worden.
Obwohl Marius einer der Hauptführer der othonischen Partei war, vergaß Vitellius seine frühen Verhältnisse und nahm Marius sogleich nach Othos Tod unter seine Vertrauten auf. So durfte Marius, obwohl Feinde versuchten, ihn bei Vitellius anzuschwärzen, das für ihn bestimmte Suffektkonsulat antreten. Unter Kaiser Vespasian wurde Marius im Jahr 72/73 Legat von Niedergermanien und danach noch Legat von Syrien.